# おかえりなさい (井上喜久子の曲)
「おかえりなさい」は、1994年6月17日に発売された井上喜久子のシングル。

## タイアップ
NHKのアニメ『モンタナ・ジョーンズ』のイメージソングとして使用された。

## 収録曲
1. おかえりなさい
  - 作詞：Sora／作曲・編曲：川井憲次
2. 陽気なおさかな
  - 作詞：Sora／作曲・編曲：川井憲次
  - 「優美なおさかな」のラテンヴァージョン
3. おかえりなさい （オリジナル・カラオケ）